# Премия Кандинского (Франция)
Премия Кандинского (фр. Prix Kandinsky) — французская ежегодная премия в области современного искусства, существовавшая в 1946—1961 годах.

## История
Премия была учреждена Ниной Кандинской в память о её муже Василии Кандинском, умершем в 1944 году.
Целью премии было содействие молодым художникам, работающим в сфере абстракции и информализма (направление в искусстве, возникшее во второй половине 1940-х годов в Париже; обычно под этим понятием объединяют различные течения в абстрактном искусстве, возникшие в Европе после Второй мировой войны в конце 1940-х — начале 1950-х годов).
Премия была впервые присуждена в 1946 году. В состав жюри вошли Леон Деган, Шарль Этьен и Вильгельм Уде. Первыми лауреатами стали художники Жан Деван и Жан Дейроль; последним победителем в 1961 году стал художник Пьеро Дорацио.
Вручение премий сопровождалось выставкой в галерее Дениз Рене в Париже.

## Лауреаты
- 1946 — Жан Деван и Жан Дероль[фр.]
- 1947 — Серж Поляков
- 1948 — Макс Билль и Жан Лепьен[нем.]
- 1949 — Юла Шаповал и Мари Раймон[фр.]
- 1950 — Рихард Мортенсен
- 1951 — Жан Деготте[фр.]
- 1952 — Пабло Паласуэло[исп.]
- 1953 — Александр Истрати[фр.]
- 1955 —  Наталья Думитреско[фр.]
- 1960 — Эдуардо Чильида
- 1961 — Пьеро Дорацио[итал.].

## Выставки
- 1975 «Премии Кандинского 1946-61», Галерея Дениз Рене, Париж